# Franz Mertens
Franz Mertens, född 20 mars 1840, död 5 mars 1927, (även känd som Franciszek Mertens), var en polsk matematiker. Han föddes i Schroda i storhertigdömet Posen, Kungariket Preussen (nu Środa Wielkopolska, Polen) och dog i  Wien, Österrike.
Mertensfunktionen M(x) är summafunktionen av Möbiusfunktionen inom teorin för aritmetiska funktioner. Mertens förmodanden angående Merten-funktionens tillväxt, antagande att den begränsas av x1/2, vilket skulle ha implicerat Riemannhypotesen, är nu känd för att vara falsk (enligt Odlyzko och te Riele, 1985). Meissel–Mertens konstant är analog med Euler–Mascheronis konstant, men summan av de harmoniska serierna enligt dess definition äger endast rum över [[primtal] ]] snarare än över alla heltal och logaritmen tages två gånger, inte bara en gång. Mertens satser är tre resultat från 1874 relaterade till tätheten av primtal.
Erwin Schrödinger hade Mertens som lärare i matematisk analys och algebra.
Mertens minne hedras genom Franciszek Mertens-stipendiet som kan ges till framstående elever från utländska gymnasieskolor som önskar studera vid fakulteten för matematik och datavetenskap vid Jagellonska universitetet i Kraków och som var finalister i på nationell nivå i matematik- eller datavetenskapsolympiader eller som har deltagit i något av följande internationella olympiader: matematik (IMO), datavetenskap (IOI), astronomi (IAO), fysik (IPhO), lingvistik (IOL ), eller som deltagarit i European Girls' Mathematical Olympiad (EGMO).